# Scapula alata

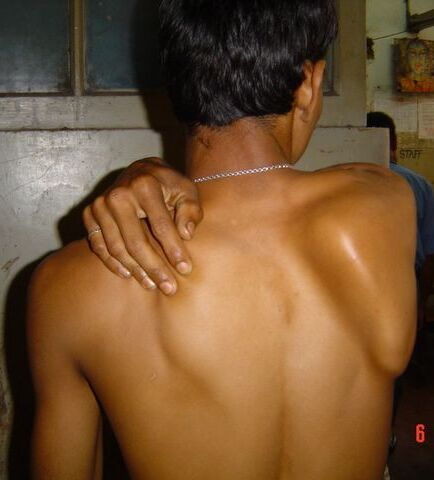
winging of scapula

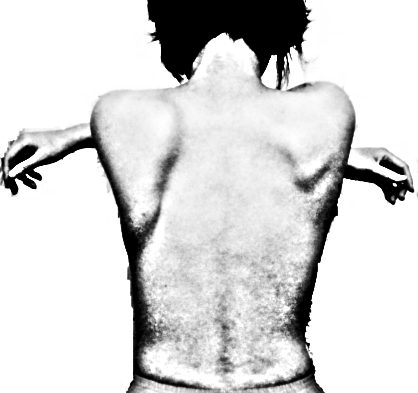
Winging scapula

Die Scapula alata (von lat. Scapula Schulterblatt und Ala Flügel) bezeichnet das ein- oder beidseitig (Scapulae alatae) auftretende flügelartige Abstehen des Schulterblatts (Scapula) von der Wand des Brustkorbs (Thorax). Die Scapula alata ist ein Symptom verschiedener Erkrankungen.

## Formen und Vorkommen
Es können verschiedene Formen der Scapula alata in Abhängigkeit von der gelähmten Muskulatur unterschieden werden. Anhand bestimmter Bewegungen kann im Rahmen der klinischen Untersuchung zwischen den verschiedenen Formen unterschieden werden.
Bei einer Lähmung des Musculus serratus anterior (Innervation durch Nervus thoracicus longus) ist eine Medialstellung des Schulterblatts charakteristisch. Die Scapula alata zeigt sich hier besonders deutlich beim Drücken gegen eine Wand mit nach vorn ausgestreckten Armen sowie bei Abduktion des Armes über 90° (Armelevation).
Eine Lähmung der Musculi rhomboidei (Musculus rhomboideus major und Musculus rhomboideus minor) führt dagegen zu einer Lateralstellung des Schulterblatts. Der mediale Rand des Schulterblatts weicht nach innen ab, insbesondere bei Armabduktion. Eine Zunahme bei Armelevation ist jedoch nicht typisch. Die Musculi rhomboidei werden durch den Nervus dorsalis scapulae versorgt.
Die Lähmung des Musculus trapezius (Innervation durch Nervus accessorius) führt entsprechend der physiologischen Funktion zu einer Lateralstellung des Schulterblatts mit Abstehen des medialen Rands. Die Scapula alata nimmt bei Trapeziusparese durch Armabduktion und Armelevation nicht zu.
Neben Läsionen einzelner die Muskulatur versorgenden Nerven ist die Scapula alata Zeichen der neuralgischen Schulteramyotrophie und zahlreichen Muskelerkrankungen mit Beteiligung der Schultergürtelmuskulatur (z. B. Gliedergürteldystrophien und Fazioskapulohumerale Muskeldystrophie).
Mitunter kann die Scapula alata auch Bestandteil eines seltenen Syndromes sein, so beim Oto-fazio-zervikalen Syndrom.